# Ermitage de Saint-Valbert
L'ermitage de Saint-Valbert est un ermitage situé à Saint-Valbert, en France.

## Localisation
L'ermitage est situé sur la commune de Saint-Valbert à 4 km au nord, dans le département français de la Haute-Saône.

## Description
L'ermitage est constitué :
- d'une grotte située sous un gros rocher avec un petit bâtiment d'entrée ;
- d'une source abritée par une entrée monumentale ;
- d'un bâtiment principal construit au XVIe siècle tombé en ruine et rasé au XXe ;
- d'une chapelle construite en 1757, tombée en ruine et reconstruite en 1963 ;
- d'un bâtiment pour héberger les pèlerins datant du XVIe siècle ;
- d'un auberge récente pour les visiteurs ;
- d'un calvaire situé près de la chapelle qui est le don récent d'une famille.

Une carrière de grès se trouve en arrière de l'ermitage. Et une réserve pour de la nourriture avait été creusée à l'entrée.
L'édifice est classé au titre des monuments historiques en 1914.

## Historique
Source : 

Valbert de Luxeuil (vers 595-668), le futur Saint-Valbert, était le fils d'un riche seigneur franc, vicomte de Meaux. Il se consacre à la vie monastique et devient le troisième abbé de Luxeuil-les-Bains. Mais il souhaite une vie solitaire et avec l'accord de sa hiérarchie se réfugie dans un ermitage voisin avec une grotte et une source à 4 km au nord de Luxeuil.
Vers 629, les habitants vont tirer Valbert de sa retraite pour diriger le monastère de Luxeuil dont il s'occupera jusqu'à sa mort.
La grotte où Valbert a passé de longues années devient un lieu de pèlerinage. Elle est munie d'un petit bâtiment d'accès construit par Dom Guillaume de Queuve, sacristain de l'abbaye de Luxeuil, en 1563. Les pèlerins viennent prier dans la grotte et boire l'eau de la source.
Vers 1760, le site est réorganisé avec la construction d'un bâtiment principal, d'une chapelle, d'un bâtiment pour héberger les pèlerins, d'une entrée monumentale autour de la source (1758), de jardins à la française. Il est entretenu par les moines de Luxeuil.
À la Révolution, l'ermitage est vendu à des industriels locaux. En 1843, l'archevêque de Besançon le rachète puis le rétrocède au petit séminaire de Luxeuil. Après la loi de séparation des Églises et de l'État en 1905 le domaine se dégrade. À partir de 1961, il est restauré par l'association des amis de Saint-Colomban et une auberge est construite pour les visiteurs.